# Horom
Horom (armeniska: Հոռոմ) är en ort i Armenien. Den ligger i provinsen Sjirak, i den västra delen av landet, 70 kilometer nordväst om huvudstaden Jerevan. Horom ligger 1 578 meter över havet och antalet invånare är 1 893.
Terrängen runt Horom är kuperad söderut, men norrut är den platt. Runt Horom är det ganska tätbefolkat, med 129 invånare per kvadratkilometer.. Närmaste större samhälle är Gjumri, 15,3 kilometer norr om Horom.
Trakten runt Horom består i huvudsak av gräsmarker.